# 長谷川敦央
長谷川 敦央（はせがわ あつお、1月4日 - ）は、日本の男性声優。埼玉県出身。大沢事務所所属。

## 来歴
2025年2月28日、同年3月31日付でオフィスPACが事業停止することに伴い、大沢事務所に移籍。

## 人物
特技はハンドボール。

## 出演

### テレビアニメ
2014年
- 牙狼-GARO- -炎の刻印-（アニマ）
- FAIRY TAIL（ハンマー男）

2015年
- アクエリオンロゴス（部長）
- 牙狼 -紅蓮ノ月-（住職、紙面A）
- ルパン三世 PART IV（2015年 - 2016年、男客D、キャスター）

2016年
- ユーリ!!! on ICE（アラン・ルロワ、マスコミA）

2017年
- ロクでなし魔術講師と禁忌教典（ゼーロス＝ドラグハート）
- 将国のアルタイル（議員）
- 神撃のバハムート VIRGIN SOUL（兵士）
- 牙狼〈GARO〉-VANISHING LINE-（アナウンサー）

2018年
- ルパン三世 PART5（テロリストC）

2021年
- ルパン三世 PART6（デリック）

### 劇場アニメ
- LUPIN THE IIIRD 次元大介の墓標（2014年、カフェのウェイター[5]）
- LUPIN THE IIIRD 血煙の石川五ェ門（2017年、アメリカンバー店長[6]）
- 夜明け告げるルーのうた（2017年、お客）

### Webアニメ
- 無限の住人-IMMORTAL-（2019年 - 2020年、男、門番）

### ゲーム
- 逆転裁判5（2013年）
- 三國志13（2016年）
- ファイナルファンタジーVII リメイク（2020年）
- タクティクスオウガ リボーン（2022年、ヴァイスの父）
- グランブルーファンタジー リリンク（2024年）
- ファイナルファンタジーVII リバース（2024年）

### ラジオドラマ
- 翼はいつまでも
- 花の慶次（2014年、町人、家臣B、兵B、敵兵、兵A、忍び、側小姓B、村人B）

### 吹き替え

#### 映画
- 愛すべき夫妻の秘密（ハワード・ウェンク〈クラーク・グレッグ〉）
- アウェアネス 超能力覚醒（エージェント1）
- アウトロー・キング スコットランドの英雄
- アド・アストラ（検査音声男）
- アザー・ワン: ボブ・ウェアの数奇な物語（フィル・レッシュ）
- あの夜、マイアミで（マルコム〈キングズリー・ベン＝アディル〉）
- アマンダ・ノックス（ドナルド・トランプ）
- アメイジング・スパイダーマン2（ジャリングス〈J・D・ウォルシュ〉[7]）
- アメリカで最も嫌われた女性
- アフター
- 意表をつくアホらしい作戦（ランディス）
- ウォー・マシーン: 戦争は話術だ!（バディ〈エイメン・アンドゥーシ〉）
- オールド・ナイブス（トレブル）
- オットーという男（トミー〈マヌエル・ガルシア＝ルルフォ〉[8]）
- ガール・オン・ザ・トレイン
- KIMI/サイバー・トラップ（リバス〈ハイメ・カミーユ〉[9]）
- 北国の帝王 ※日本語吹替完声版
- キング・アーサー
- キング・オブ・エジプト
- クリード 炎の宿敵（バディ・マーセル〈ラッセル・ホーンズビー〉）
  - クリード 過去の逆襲（デイミアン・アンダーソン〈ジョナサン・メジャース〉）
- クリミナル・ミッション（ブライス〈ロブ・ブラウン〉）
- クロコダイル・ダンディー（ガス〈レジナルド・ヴェルジョンソン〉）※Netflix版
- クロス・ウォーズ（ガンナー〈ヴィニー・ジョーンズ〉）
- ゲームオーバー!（ジャレッド〈マック・ブラント〉、教官ハンク、クリス・ポンティアス、市警本部長）
- 荒野の誓い
- GODZILLA ゴジラ（ヘリ救助士1[10]）
- ゴッドファーザー PART III ※『最終章』追加収録部分
- 最後の追跡
- ザ・ブリザード
- ザ・ブレイカー・アッパラーズ ～別れさせ屋の私たち～（スタン〈ブレット・オゴーマン〉）
- サンダーバード55/GoGo（救難信号を出すイギリス人登山家、ロンドン塔の衛兵[注 1]）
- 幸せをつかむ歌
- ジゴロ・イン・ニューヨーク
- 静かなる侵蝕
- ジャドヴィル包囲戦 -6日間の戦い-
- シンクロナイズドモンスター（ガース〈ティム・ブレイク・ネルソン〉）
- 人生の動かし方
- セブンス・サン 魔使いの弟子
- 選挙の勝ち方教えます
- それでも夜は明ける
- ダウントン・アビー (映画)（バーティ・ペラム〈ハリー・ハデン＝ペイトン〉[12]）
  - ダウントン・アビー/新たなる時代へ[13]
- ダイ・ハード2（軍用機コーパイ）※テレビ朝日版追加録音部分
- 007 スペクター（バーテン）
- ダンケルク
- ディスクワイエット（アミール）
- トランスフォーマー/最後の騎士王（バンブルビー）
- トランスフォーマー/ロストエイジ（ヘリ操縦士）
- トレマーズ ブラッドライン
- ナイトスクール（マッケンジー〈ロブ・リグル〉）
- ニード・フォー・スピード
- 呪われた死霊館
- バーニング・オーシャン
- ハイウェイ10に進め（トニー〈マイク・ブラデシック〉）
- ハウス・オブ・グッチ（サイード[14]）
- バッド・デイ・ドライブ（シルヴァン〈アリアン・モーエイド〉）
- バディゲーム（ゼイン〈ジェームズ・ロデイ〉）
- パディントンシリーズ
  - パディントン（警備員2）
  - パディントン2（教授[15]）
  - パディントン 消えた黄金郷の秘密[16]
- ハドソン川の奇跡（マイク・クリアリー〈ホルト・マッキャラニー〉[17]）※ザ・シネマ版
- 遥か群衆を離れて
- ファイナル・ブラッド2（イワン〈ニック・ヴァン・ダム〉[18]）
- プーと大人になった僕（マシュー〈ジョン・ダグリーシュ〉[19]）
- ファンタスティック・ビーストと魔法使いの旅（ハインリヒ[20]）
- フォックスキャッチャー事件の裏側
- ブリス -たどり着く世界-（ウィットルの同僚）
- フランクおじさん（ワリッド・ナディーム〈ピーター・マクディッシ〉）
- プロメテウス（チャンス〈エミュ・エリオット〉[21]）※ザ・シネマ版
- フロントランナー（ケヴィン・スウィーニー〈クリス・コイ〉、ボブ・カイザー〈スティーヴ・コールター〉）
- マーベル・シネマティック・ユニバース
  - マイティ・ソー/ダーク・ワールド
  - アベンジャーズ/エイジ・オブ・ウルトロン（トラックの兵5）
  - アントマン（上級警察官）
- マイ・インターン（運転手）
- マザー/アンドロイド（ボストンの中尉）
- マレフィセント2（農民1[22]）
- 無名（ジャン〈ホアン・レイ〉[23]）
- 雪山の絆（ハビエル〈エステバン・ビリャルディ〉）
- リバティ・バランスを射った男（ポンペイ〈ウディ・ストロード〉）※VOD版
- ロクサーヌ、ロクサーヌ（トーン〈ミッチェル・エドワーズ〉）
- ミッション:インポッシブル/ローグ・ネイション（パイロット）
- ミュータント・ニンジャ・タートルズ:影〈シャドウズ〉（ドライバー）
- LIFE!/ライフ（管理人男性） ※ザ・シネマ版
- ラッシュ/プライドと友情
- ラブレス（イワン〈アレクセイ・ファティーフ〉）
- ロボット
- ワンス・アポン・ア・タイム・イン・ハリウッド（ジェームズ・ステイシー〈ティモシー・オリファント〉[24]ウェイン・モウンダー〈ルーク・ペリー〉、スティーブ・マックイーン〈ダミアン・ルイス〉、アレン・キンケイド〈スペンサー・ギャレット〉、ハケット保安官〈マイケル・マドセン〉）
- ワンダーウーマン（塹壕兵士6[25]）

#### ドラマ
- I AM 私の分岐点 シーズン2 #3（アンソニー〈ガーシュウィン・ユスターシュ・Jr〉[26]）
- 赤の大地と失われた花（ジョン〈アレクサンダー・イングランド（英語版）〉）
- アクエリアス 刑事サム・ホディアック（バンチー）
- アドレセンス（ヴィクター〈ダグラス・ラッセル〉）
- ER 緊急救命室 シーズン15 #14（ホータ〈トニー・ダンスター〉）
- エルズベス シーズン1 #9（ジョー〈アリアン・モアエード〉）
- キャシアン・アンドー（B2EMO）
- ゲームオーバー!（ジャレッド）
- グッド・ドクター 名医の条件
- グッド・ワイフ（オーウェン・カバナー）
- GRIMM/グリム
- THE GREAT 〜エカチェリーナの時々真実の物語〜（ゲオルギーナ・ディモフ〈チャリティ・ウェイクフィールド（英語版）〉）
- ザ・ブレイカー・アッパラーズ ～別れさせ屋の私たち～（スタン）
- サバイバー: 宿命の大統領（チャールズ・ラングドン〈ピーター・アウターブリッジ〉）
- THE LAST SHIP ザ・ラストシップ（カールトン・バーク大尉〈ジョッコ・シムズ〉）
- 山賊のむすめ ローニャ シーズン1 #1,6
- シーシュポス: The Myth（ハン・テサン〈ホ・ジュンソク〉）
- ジ・アメリカンズ（クリス・アマドール〈マキシミリアーノ・ヘルナンデス〉）
- See 〜暗闇の世界〜（アーレマン）
- シェイズ・オブ・ブルー ブルックリン警察（ビアンキ）
- シェイムレス 俺たちに恥はない（ショーン）
- 私立探偵ダーク・ジェントリー（ドリアン〈タイ・オルソン〉）
- タイム・アフター・タイム ～ H・G・ウェルズの冒険（カール、ロバート・ホランド 他）
- 高い城の男（エド・マッカーシー〈DJクオールズ〉）
- Terra Nova 〜未来創世記
- 跳べ!ロックガールズ
- ヒューマン・ターゲット2
- ブラック・アース・ライジング（ジャック・バーレ）
- ブラックリスト（ロバート 他）
- フランスでは有名人（マルコ）
- ベター・コール・ソウル（ヴィクター〈ジェレミア・ビツイ（英語版）〉）
- ペリー・メイスン（ユージーン・ホルコム〈エリック・ラング（英語版）〉）
- ボードウォーク・エンパイア 欲望の街
- マインドハンター（フランク）
- マンダロリアン（ゼロ）
- 名探偵ポワロ #64『オリエント急行の殺人』
- メイドの手帖（バジル〈トビー・レヴィンス〉）
- メディア王 〜華麗なる一族〜（トム・ウィムズガンズ〈マシュー・マクファディン〉）
- 山賊のむすめローニャ
- ライ・トゥ・ミー 嘘は真実を語る　シーズン2
- ラ・ブレア（リーヴァイ・デルガド〈ニコラス・ゴンザレス〉）
- リバーデイル（ハイラム・ロッジ〈マーク・コンスエロス〉）
- LAW & ORDER:LA
- 私はラブ・リーガル2
- Machete

#### アニメ
- アーリーマン 〜ダグと仲間のキックオフ!〜
- LEGO スター・ウォーズ/フリーメーカーの冒険（ファーラック）

### ボイスオーバー
- 世界終焉へのカウントダウン

### 舞台
- はだしのゲン（全国・海外公演多数）
- 太平洋食堂（座・高円寺１）
- シンドバッドの冒険（全国学校公演）
- ピーターパンとウェンディ（全国学校公演）
- 華氏451度（俳優座劇場）
- 慶応某年ちぎれ雲（俳優座劇場）
- 現代・娘へんろ紀行（俳優座劇場）
- 仮名手本ハムレット（東京芸術劇場・モスクワ公演）
- 赤い鳥の居る風景（三百人劇場・ソウル・ニューヨーク公演）
- 人形の夢ひとの夢（俳優座劇場）
- 正午の伝説（「劇」小劇場）
- 死んだ女（西池袋スタジオP）

### テレビドラマ
- 声優探偵 第1話（2021年3月6日、テレビ東京） - ガヤ子Hガヤ雄 役

### 註釈
1. ↑  [11]とスターチャンネル放送時のクレジットより。